# Филибер Тсиранана
Филибер Тсиранана (фр. Philibert Tsiranana; Амбарикорано, 12. октобар 1912 — Антанариво, 16. април 1978) био је мадагаскарски политичар и први председник Мадагаскара од 1959. године до 1972. године.
За време његове 12-годишње владавине Република Мадагаскар била је политички стабилна, за разлику од бројних других афричких земаља тога доба. Управо та стабилност остала је у сећању многих Малгашана тако да Тсиранана и данас ужива репутацију ванредног државника. У поређењу с другим политичарима из земаља у развоју Тсиранана је био поштен и некорумпиран. Мадагаскар је за његове прагматичне социјалистичке владавине имао значајан економски раст, тако да су га у то доба звали Острво среће. Тсиранана ипак није успео да мирно демократизује земљу, тако да је након његова мандата земља ушла у политичку кризу, што је довело до слома Прве Републике и довело до Друге Републике инспирисане по совјетском социјалистичком моделу, која је убрзо ушла у самоизолацију.
Тсиранани данашњи политички аналитичари приписују да је био склон ауторитативном владању и да је иза наизглед углађене спољашњости у њему чучао диктатор, но он је и поред свих критика у Мадагаскару остао упамћен као "Отац независности“.

## Биографија
По његовој званичној биографији Тсиранана је рођен 1912. године у месту Амбарикорано, Регија Софија, на североистоку Мадагаскара. од оца Мадиоманана и мајке Фисадоха Тсиранана, у породици католичких сточара припадника малгашког народа Тсимихети. И мали Филибер хтео је да попут оца буде једноставни сточар, али се након смрти свог оца 1923. године, на наговор свог брата Заманисамба, ипак уписао у основну школу у месту Анжијамангирана.
Као одлични ученик, Тсиранана је примљен у регионалну школу у Аналалави коју је 1926. године завршио положивши тадашњу малу матуру. Након тог се 1930. уписао у Учитељску школу у Антананариву. По завршетку школовања, почео је да ради као учитељ у свом родном граду. Од 1942. почео се додатно школовати за средњошколског професора у Антананариву где је дипломирао 1945. те почео радити као средњошколски професор. Но већ 1946. добио је стипендију за даље усавршавање на Филозофском факултету у Монпељеу у Француској, где је и радио као асистент.
Након повратка у земљу, добро образовани Тсиранана ушао је у политику и био изабран у тадашњу француску колонијалну Националну скупштину Мадагаскара. Убрзо након тог је 1956. године био изабран као посланик у Француску националну скупштину, као један од три малгашка делегата. Био је један од оснивача Социјалемократске партије Мадагаскара и Комора (ПСД), умерене партије која је желела већу аутономију, али не и потпуну независност од Француске. Тсиранана је постао потпредседник Извршног већа Мадагаскара 1957. године, а већ 1958. године премијер. Тада је одлучио да Мадагаскар мора да постане потпуно независан и кандидовао се за председника. Кад је 1959. место [премијера укинуто, Тсиранана је постао први председник Мадагаскара.
Као и други афрички лидери тога времена, занесени идејама социјализма и Тсиранана је оформио ауторитативну једнопартијску државу. Тако да је 1960-их, његова Социјалдемократска партија била једина велика политичка партија у земљи. Кад су 1971. године избили немири и бунт против владе, он их је силом угушио. Почетком 1972. године његова влада суочила се са валом студентских протеста против доминације француске културе, али и због економских потешкоћа у којима се Мадагаскар нашао. И те немире дао је силом угушити, али кад су се немири и протести наставили, распустио је владу у мају 1972. године и поставио генерала Габријела Раманантсоу за премијера. Крајем године у октобру 1972. године, поднео је оставку и препустио сву власт Раманантсои. Иако је још уживао популарност широм земље, више није имао никаквог удела у политичком животу земље, јер је у међувремену тешко оболео и на крају умро 1978. године.
Његов син Филип кандидовао се за председника на изборима 2006. године, али је слабо прошао, био је тек 12-ти са освојених 0,02% гласова.